# Élections municipales santoméennes de 2022
Des élections municipales se déroulent à Sao Tomé-et-Principe le 25 septembre 2022, afin de désigner les élus des Conseils des districts.
Elles se déroulent en même temps que les élections législatives et régionales.
Elles sont une importante défaite pour le MLSTP-PSD, qui avait remporté cinq des six municipalités au précédent scrutin.

## Résultats nationaux
| Parti                     | Parti | Voix    | %     | Sièges | +/- | Maires | +/-           |
| ------------------------- | --- | ------- | ----- | ------ | --- | ------ | ------------- |
|                           | Action démocratique indépendante (ADI)                                                                                    |         |       | 42     | 12  |        |               |
|                           | Mouvement pour la libération de Sao Tomé-et-Principe – Parti social-démocrate (MLSTP-PSD)                                 |         |       | 13     | 8   |        |               |
|                           | Coalition MCI-PS-PUN - Mouvement des citoyens indépendants – Parti socialiste (MCI-PS) - Parti de l'unité nationale (PUN) |         | Nv.   | 10     | Nv. |        | Nv.           |
|                           | Mouvement Basta (soutenu par le PCD)                                                                                      |         |       | 3      | Nv. |        | Nv.           |
|                           | Citoyens indépendants pour le développement de Sao Tomé-et-Principe (CID-STP)                                             |         |       | 0      | 5   |        |               |
|                           | Mouvement pour les forces de changement démocratique – Union libérale (MDFM-UL)                                           |         |       | 0      |     |        |               |
|                           | Union des démocrates pour la citoyenneté et le développement (UDD)                                                        |         |       | 0      |     |        |               |
|                           | Parti de tous les Santoméens (PTOS)                                                                                       |         |       | 0      |     |        |               |
|                           | |         |       |        |     |        |               |
| Suffrages exprimés        | |         |       |        |     |        |               |
| Votes blancs et invalides | |         |       |        |     |        |               |
| Total                     | Total |         | 100   | 68     | 5   | 6      | en stagnation |
| Abstentions               | Abstentions | 30 159  | 29,38 |        |     |        |               |
| Inscrits / participation  | Inscrits / participation                                                                                                  | 102 645 | 70,62 |        |     |        |               |

## Maires
| Date de l'élection | District    | Maire sortant         | Parti | Parti        | Maire élu    | Parti | Parti |
| ------------------ | ----------- | --------------------- | ----- | ------------ | ------------ | ----- | ----- |
|                    | Água Grande | José Maria da Fonseca |       | MLSTP-PSD    | Tomé Pereira |       | ADI   |
|                    | Cantagalo   | Aleixo Pires          |       | MLSTP-PSD    |              |       |       |
|                    | Caué        | Firmino Joã           |       | PCD-MDFM-UDD |              |       |       |
|                    | Lobata      | Arlindo Gué           |       | MLSTP-PSD    |              |       |       |
|                    | Lembá       | Albertino Barros      |       | MLSTP-PSD    |              |       |       |
|                    | Mé-Zóchi    |                       |       | ADI          |              |       |       |

## Résultats par districts
| Parti                     | Parti                                  | Voix   | %     | Sièges | +/- |
| ------------------------- | -------------------------------------- | ------ | ----- | ------ | --- |
|                           | Action démocratique indépendante (ADI) |        |       | 14     | 10  |
|                           | MLSTP-PSD                              |        |       | 1      | 6   |
|                           |                                        |        |       |        |     |
| Suffrages exprimés        |                                        |        |       |        |     |
| Votes blancs et invalides |                                        |        |       |        |     |
| Total                     | Total                                  | 25 495 | 100   | 15     | 4   |
| Abstentions               | Abstentions                            | 15 447 | 37,73 |        |     |
| Inscrits / participation  | Inscrits / participation               | 40 942 | 62,27 |        |     |

| Parti                     | Parti                                  | Voix   | %     | Sièges | +/- |
| ------------------------- | -------------------------------------- | ------ | ----- | ------ | --- |
|                           | Action démocratique indépendante (ADI) |        |       | 5      | 2   |
|                           | MLSTP-PSD                              |        |       | 5      | 1   |
|                           | MCI-PS-PUN                             |        |       | 1      | Nv. |
|                           |                                        |        |       |        |     |
| Suffrages exprimés        |                                        |        |       |        |     |
| Votes blancs et invalides |                                        |        |       |        |     |
| Total                     | Total                                  | 8 408  | 100   | 11     | 2   |
| Abstentions               | Abstentions                            | 2 144  | 20,32 |        |     |
| Inscrits / participation  | Inscrits / participation               | 10 552 | 79,68 |        |     |

| Parti                     | Parti                    | Voix  | %     | Sièges | +/- |
| ------------------------- | ------------------------ | ----- | ----- | ------ | --- |
|                           | MCI-PS-PUN               |       |       | 9      | Nv. |
|                           |                          |       |       |        |     |
| Suffrages exprimés        |                          |       |       |        |     |
| Votes blancs et invalides |                          |       |       |        |     |
| Total                     | Total                    | 3 581 | 100   | 9      | 2   |
| Abstentions               | Abstentions              | 900   | 19,49 |        |     |
| Inscrits / participation  | Inscrits / participation | 4 481 | 80,51 |        |     |

| Parti                     | Parti                                  | Voix  | %     | Sièges | +/- |
| ------------------------- | -------------------------------------- | ----- | ----- | ------ | --- |
|                           | Action démocratique indépendante (ADI) |       |       | 6      | 4   |
|                           | MLSTP-PSD                              |       |       | 3      | 2   |
|                           |                                        |       |       |        |     |
| Suffrages exprimés        |                                        |       |       |        |     |
| Votes blancs et invalides |                                        |       |       |        |     |
| Total                     | Total                                  | 7 401 | 100   | 9      | 7   |
| Abstentions               | Abstentions                            | 1 365 | 19,68 |        |     |
| Inscrits / participation  | Inscrits / participation               | 8 766 | 80,32 |        |     |

| Parti                     | Parti                                  | Voix   | %     | Sièges | +/- |
| ------------------------- | -------------------------------------- | ------ | ----- | ------ | --- |
|                           | Action démocratique indépendante (ADI) |        |       | 5      | 1   |
|                           | MLSTP-PSD                              |        |       | 3      | 1   |
|                           | Mouvement Basta (soutenu par le PCD)   |        |       | 3      | Nv. |
|                           |                                        |        |       |        |     |
| Suffrages exprimés        |                                        |        |       |        |     |
| Votes blancs et invalides |                                        |        |       |        |     |
| Total                     | Total                                  | 8 402  | 100   | 8      | 1   |
| Abstentions               | Abstentions                            | 2 680  | 24,18 |        |     |
| Inscrits / participation  | Inscrits / participation               | 11 082 | 75,82 |        |     |

| Parti                     | Parti                                  | Voix   | %     | Sièges | +/- |
| ------------------------- | -------------------------------------- | ------ | ----- | ------ | --- |
|                           | Action démocratique indépendante (ADI) |        |       | 12     | 6   |
|                           | MLSTP-PSD                              |        |       | 1      | 1   |
|                           |                                        |        |       |        |     |
| Suffrages exprimés        |                                        |        |       |        |     |
| Votes blancs et invalides |                                        |        |       |        |     |
| Total                     | Total                                  | 19 559 | 100   | 13     | 2   |
| Abstentions               | Abstentions                            | 7 296  | 27,17 |        |     |
| Inscrits / participation  | Inscrits / participation               | 26 855 | 72,83 |        |     |